# 陳嘉鋭
陳 嘉鋭（ちん かえい、1954年8月23日 - ）は、日本、中国、香港の囲碁棋士。中国広東省出身、中国囲棋協会、関西棋院所属、九段。世界アマチュア囲碁選手権戦優勝後に日本でプロ棋士となり、本因坊戦リーグ、名人戦リーグ入りなど。戦闘的な碁風。

## 経歴
12歳で入段。しかし直後に起きた文化大革命の影響で、囲碁棋士として容易に活動できない状況となる。文革後、1979年に第1回世界アマチュア囲碁選手権戦の中国代表として出場し、3位入賞。翌年第2回にも2位。
29歳の時に香港へ移住。新聞のスポーツ記者となり、いったんプロの道を離れる。1986年に香港代表として世界アマ選手権に優勝。
1987年に来日し、関西棋院で飛付五段となる。1988年、関西棋院賞新人賞。その後「月刊碁学」誌上で結城聡と三番勝負を行う（陳1-2）。
1991年に七段昇段、本因坊戦で初のリーグ入りをし、林海峰、大竹英雄、加藤正夫らを破って、4-3の3位となる。しかし翌期、3-4で陥落。
1992年、応昌期杯世界プロ囲碁選手権戦に香港代表として出場し、1回戦で橋本昌二に勝ち、2回戦で大竹英雄に敗れる。
1995年、天元戦トーナメントでベスト4進出するが、小林光一に敗れる。
1996年、応氏杯では中国代表として出場、1回戦で馬暁春に敗れる。同年九段昇段。
2007年、53歳2か月で名人戦リーグ入り。リーグ初参加の最高齢記録、またリーグ最年長となるが、8戦全敗で陥落。

### 主な棋歴
- 世界アマチュア囲碁選手権戦
  - 中国代表 1979年3位、1980年2位
  - 香港代表 1985年2位、1986年優勝
- 本因坊戦リーグ2期、名人戦リーグ1期